# Wilkinson (Musiker)
Mark Wilkinson (* 18. April 1989), bekannt als Wilkinson, ist ein britischer Drum-and-Bass-Musiker und DJ aus London.

## Karriere
Mit 14 Jahren gab Mark Wilkinson seine Gitarre her und legte sich stattdessen einen Sequenzer zu. Am College belegte er einen Kurs für Musikproduktion und nach und nach baute er sich ein eigenes Aufnahmestudio auf. Seine erste große Produktion war 2010 der Track Hypnosis, der auf einem Sampler bei Hospital Records erschien. Einen eigenen Plattenvertrag schloss er mit Ram Records ab, nachdem er dem Besitzer und DJ Andy C Demos zugesandt hatte.
Seine erste Labelveröffentlichung war der Song Moonwalker, die auch auf der Nightlife-Compliation von Andy C erschien. Weitere Singleveröffentlichungen folgten. 2012 bekam er bei den britischen D&B Awards die Newcomer-Auszeichnung als Produzent.
Im Jahr darauf veröffentlichte Wilkinson als Vorabsingle zu seinem ersten Album das Stück Afterglow. Damit hatte er einen Nummer-1-Dancehit und schaffte auch den Sprung in die Top 10 der UK-Charts. Anschließend kam auch das Album Lazers Not Included in die offiziellen Charts. Drei weitere Songs aus dem Album waren 2014 weitere Hitparadenerfolge.

## Diskografie
Alben
- 2013: Lazers Not Included
- 2017: Hypnotic
- 2020: Portals (mit Sub Focus)
- 2022: Cognition

Singles
- 2010: Hypnosis
- 2010: Moonwalker / Samurai
- 2011: Every Time / Overdose
- 2011: Tonight / Pistol Whip
- 2012: Automatic / Hands Up!
- 2012: Need to Know / Direction (feat. Iman)
- 2013: Take You Higher / Crunch
- 2013: Heartbeat (feat. P Money & Arlissa)
- 2013: Afterglow
- 2014: Too Close (feat. Detour City)
- 2014: Half Light (feat. Tom Cane)
- 2014: Dirty Love (feat. Talay Riley)
- 2015: Hit the Floor (mit TC)
- 2015: Hopelessly Coping (feat. Thabo)
- 2016: Flatline (feat. Wretch 32)
- 2106: What
- 2016: Sweet Lies (feat. Karen Harding, UK: Silber)
- 2016: Brand New
- 2017: We Will Be (mit Matt Willis)
- 2017: Wash Away (Calling for You) (feat. Boy Matthews)
- 2017: Rush (mit Dimension)
- 2018: Decompression
- 2018: Take It Up (mit Sub Focus)
- 2018: I Need (mit Hayla)
- 2019: All for You (mit Karen Harding, UK: Silber)
- 2019: Illuminate (mit Sub Focus)
- 2020: Just Hold On (mit Sub Focus)
- 2020: Air I Breathe (mit Sub Focus)
- 2020: Turn the Lights Off (mit Sub Focus)

## Auszeichnungen für Musikverkäufe
| Goldene Schallplatte - Neuseeland - 2021: für das Album Hypnotic - 2022: für das Album Portals Platin-Schallplatte - Neuseeland - 2022: für das Album Lazers Not Included - 2024: für das Album Cognition | 5× Platin-Schallplatte - Neuseeland - 2025: für die Single Afterglow |

Anmerkung: Auszeichnungen in Ländern aus den Charttabellen bzw. Chartboxen sind in ebendiesen zu finden.
| Land/RegionAuszeichnungen für Musikverkäufe (Land/Region, Auszeichnungen, Verkäufe, Quellen) | Silber     | Gold     | Platin       | Verkäufe  | Quellen              |
| -------------------------------------------------------------------------------------------- | ---------- | -------- | ------------ | --------- | -------------------- |
| Neuseeland (RMNZ)                                                                            | —          | 2× Gold2 | 7× Platin7   | 195.000   | radioscope.co.nz NZ2 |
| Vereinigtes Königreich (BPI)                                                                 | 4× Silber4 | —        | 4× Platin4   | 3.060.000 | bpi.co.uk            |
| Insgesamt                                                                                    | 4× Silber4 | 2× Gold2 | 11× Platin11 |           |                      |